# Sigurd Koch (borgmästare)

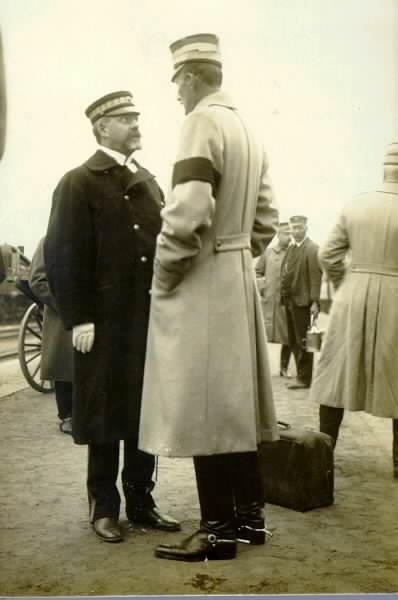
Sigurd Koch i samtal med Prins Carl, hertig av Västergötland (cirka 1912).

Sigurd Ingemund Koch, född 23 februari 1871 på Smedberg i Foss församling i Bohuslän, död 24 juli 1944 i Falköping, var en svensk ämbetsman.
Han var son till löjtnanten Joan Volrat Koch och Laura Clara Rosina Carlson samt gift 1901 med Tullia Helander.
Koch avlade mogenhetsexamen vid Göteborgs latinläroverk 1891. Efter hovrättsexamen i Uppsala 1895 blev han extra ordinarie notarie vid Göta hovrätt. Koch blev tillförordnad borgmästare i Falköping 1900 och var ordinarie från 1908 fram till sin pension 1941.